# Albany (Kentucky)
Albany es una ciudad ubicada en el condado de Clinton en el estado estadounidense de Kentucky. En el año 2010 tenía una población de 2033 habitantes y una densidad poblacional de 231,02 personas por km².

## Geografía
Albany se encuentra ubicada en las coordenadas 36°41′36″N 85°08′07″O / 36.69333, -85.13528.

## Demografía
Según la Oficina del Censo en 2000 los ingresos medios por hogar en la localidad eran de $14,558 y los ingresos medios por familia eran $22,652. Los hombres tenían unos ingresos medios de $21,389 frente a los $16,685 para las mujeres. La renta per cápita para la localidad era de $12,919. Alrededor del 35.9% de la población estaban por debajo del umbral de pobreza.